# Central (Salomonen)
Die kleine Provinz Central liegt im Zentrum des pazifischen Inselstaats Salomonen. Sie grenzt im Süden an die Provinz  Guadalcanal.
Die Provinz Central besteht aus den Inselgruppen Nggela (früher Florida-Inseln) und Russell-Inseln, sowie die einzelne Insel Savo Island.
Die Provinzhauptstadt Tulagi befindet sich auf der gleichnamigen Insel (Tulagi), welche 1,5 Kilometer vor der Südwestküste von Nggela Sule (Florida Island) liegt.
Die Fläche der Inseln der Central-Provinz beläuft sich auf 615 km². Nach dem Zensus von 2009 lebten dort 26.051 Menschen.